# Persone di nome Friedrich
| Questa pagina contiene informazioni ricavate automaticamente dalle voci biografiche con l'ausilio del template Bio e di un bot. L'aggiornamento è periodico e automatico e ricostruisce completamente la pagina. Se manca una persona in questa lista, sei pregato di non aggiungerla, ma accertati piuttosto che la sua voce biografica contenga il template Bio e che i dati anagrafici siano correttamente compilati. Se il template Bio manca, inseriscilo tu stesso o, in alternativa, metti l'avviso {{tmp\|Bio}} che ne segnala la mancanza. Se i dati riportati sono sbagliati, correggi direttamente la voce biografica; le modifiche saranno visibili in questa lista entro pochi giorni. Per chiarimenti vedi il progetto antroponimi. La lista contiene solo le 637 persone che sono citate nell'enciclopedia e per le quali è stato implementato correttamente il template Bio. Pagina aggiornata al 6 ago 2025. |

Questa è una lista di persone presenti nell'enciclopedia che hanno il nome Friedrich, suddivise per attività principale.

## Agronomi(3)
- Otto Appel, agronomo e botanico tedesco (Coburgo, n. 1867 - Berlino, † 1952)
- Friedrich Gottlieb Stebler, agronomo e etnografo svizzero (Safnern, n. 1852 - Lahr/Schwarzwald, † 1935)
- Friedrich J. Haberlandt, agronomo austro-ungarico (Bratislava, n. 1826 - Vienna, † 1878)

## Allenatori di calcio(2)
- Fritz Buchloh, allenatore di calcio e calciatore tedesco (Mülheim an der Ruhr, n. 1909 - Mülheim an der Ruhr, † 1998)
- Friedrich Koncilia, allenatore di calcio e ex calciatore austriaco (Klagenfurt, n. 1948)

## Allenatori di pattinaggio(1)
- Friedrich Juricek, allenatore di pattinaggio ceco (Praga, n. 1942)

## Alpinisti(1)
- Friedrich Ahlfeld, alpinista e geologo tedesco (Marburgo, n. 1892 - Cochabamba, † 1982)

## Ammiragli(7)
- Friedrich Bödicker, ammiraglio tedesco (Kassel, n. 1866 - Kassel, † 1944)
- Friedrich Frisius, ammiraglio tedesco (Bad Salzuflen, n. 1895 - Lingen, † 1970)
- Friedrich Guggenberger, ammiraglio tedesco (Monaco di Baviera, n. 1915 - Erlenbach am Main, † 1988)
- Friedrich Hüffmeier, ammiraglio tedesco (Kunersdorf, n. 1898 - Münster, † 1972)
- Friedrich von Ingenohl, ammiraglio tedesco (Neuwied, n. 1857 - Berlino, † 1933)
- Friedrich von Pöck, ammiraglio austriaco (Sobotiste, n. 1825 - Graz, † 1884)
- Friedrich Karl Topp, ammiraglio tedesco (Voerde, n. 1895 - Jever, † 1981)

## Anatomisti(8)
- Friedrich Matthias Claudius, anatomista tedesco (Lubecca, n. 1822 - † 1869)
- Friedrich Gustav Jakob Henle, anatomista, patologo e zoologo tedesco (Fürth, n. 1809 - Gottinga, † 1885)
- Friedrich Wilhelm Kopsch, anatomista tedesco (Saarbrücken, n. 1868 - Berlino, † 1955)
- Friedrich Merkel, anatomista e patologo tedesco (Norimberga, n. 1845 - † 1919)
- Friedrich Christian Rosenthal, anatomista tedesco (Greifswald, n. 1780 - Greifswald, † 1829)
- Friedrich Schlemm, anatomista tedesco (Salzgitter, n. 1795 - Berlino, † 1858)
- Friedrich Wilhelm Theile, anatomista e medico tedesco (Buttstädt, n. 1801 - Weimar, † 1879)
- Friedrich Tiedemann, anatomista e fisiologo tedesco (Kassel, n. 1781 - Monaco di Baviera, † 1861)

## Arbitri di calcio(1)
- Friedrich Seipelt, arbitro di calcio austriaco (Vienna, n. 1915 - Vienna, † 1981)

## Archeologi(8)
- Friedrich von Duhn, archeologo tedesco (Lubecca, n. 1851 - Heidelberg, † 1930)
- Eduard Gerhard, archeologo tedesco (Poznań, n. 1795 - Berlino, † 1867)
- Friedrich Hiller, archeologo tedesco (Monaco di Baviera, n. 1926 - Bergen, † 2019)
- Friedrich von Kenner, archeologo e numismatico austriaco (Linz, n. 1834 - Vienna, † 1922)
- Friedrich Krinzinger, archeologo austriaco (Sipbachzell, n. 1940)
- Friedrich Matz, archeologo tedesco (Lubecca, n. 1843 - Berlino, † 1874)
- Friedrich Sarre, archeologo, orientalista e storico dell'arte tedesco (Berlino, n. 1865 - Potsdam, † 1945)
- Max Uhle, archeologo tedesco (Dresda, n. 1856 - Loben, † 1944)

## Architetti(15)
- Friedrich Adam, architetto tedesco (Monaco di Baviera, n. 1847 - † 1928)
- Friedrich Adler, architetto e archeologo tedesco (Berlino, n. 1827 - Berlino, † 1908)
- Friedrich von Gärtner, architetto tedesco (Coblenza, n. 1791 - Monaco di Baviera, † 1847)
- Friedrich Gilly, architetto tedesco (Altdamm, n. 1772 - Karlovy Vary, † 1800)
- Friedrich Grünanger, architetto austro-ungarico (Segesvár, n. 1856 - Salisburgo, † 1929)
- Friedrich August Krubsacius, architetto tedesco (Dresda, n. 1718 - Dresda, † 1789)
- Friedrich Ohmann, architetto austriaco (Leopoli, n. 1858 - Vienna, † 1927)
- Ludwig Persius, architetto tedesco (Potsdam, n. 1803 - † 1845)
- Friedrich Seltendorff, architetto tedesco (Halle - Lipsia, † 1778)
- Friedrich Setz, architetto e ingegnere austriaco (Sibiu, n. 1837 - Vienna, † 1907)
- Frederich Silaban, architetto indonesiano (Bonan Dolok, n. 1912 - Giacarta, † 1984)
- Friedrich August Stüler, architetto tedesco (Mühlhausen, n. 1800 - Berlino, † 1865)
- Friedrich Tamms, architetto tedesco (Schwerin, n. 1904 - Düsseldorf, † 1980)
- Friedrich von Thiersch, architetto e pittore tedesco (Marburg, n. 1852 - Monaco di Baviera, † 1921)
- Friedrich von Schmidt, architetto austriaco (Gschwend, n. 1825 - Vienna, † 1891)

## Architetti del paesaggio(2)
- Friedrich Dehnhardt, architetto del paesaggio e botanico tedesco (Bühle, n. 1787 - Napoli, † 1870)
- Friedrich Ludwig von Sckell, architetto del paesaggio tedesco (Weilburg, n. 1750 - Monaco di Baviera, † 1823)

## Archivisti(1)
- Friedrich Traugott Friedemann, archivista, filologo e educatore tedesco (Stolpen, n. 1793 - Idstein, † 1853)

## Arcivescovi cattolici(2)
- Friedrich Karl Josef von Erthal, arcivescovo cattolico tedesco (Lohr am Main, n. 1719 - Aschaffenburg, † 1802)
- Friedrich von Schreiber, arcivescovo cattolico tedesco (Markt-Bissingen, n. 1819 - Bamberga, † 1890)

## Artisti(1)
- Friedrich Egermann, artista tedesco (Šluknov, n. 1777 - Haida, † 1864)

## Assassini seriali(1)
- Fritz Honka, serial killer tedesco (Lipsia, n. 1935 - Langenhorn, † 1998)

## Astronomi(7)
- Friedrich Wilhelm August Argelander, astronomo tedesco (Memel, n. 1799 - † 1875)
- Friedrich Becker, astronomo tedesco (Münster, n. 1900 - Monaco, † 1985)
- Friedrich Karl Arnold Schwassmann, astronomo tedesco (Amburgo, n. 1870 - † 1964)
- Friedrich Seeberg, astronomo e esploratore russo (San Pietroburgo, n. 1871 - mare della Siberia orientale, † 1902)
- Friedrich Georg Wilhelm von Struve, astronomo tedesco (Altona, n. 1793 - San Pietroburgo, † 1864)
- Friedrich Tietjen, astronomo tedesco (Garnholt, n. 1832 - Berlino, † 1895)
- Friedrich August Theodor Winnecke, astronomo tedesco (Groß-Heere, n. 1835 - Bonn, † 1897)

## Attori(11)
- Friedrich G. Beckhaus, attore e doppiatore tedesco (Berlino, n. 1927)
- Friedrich Benfer, attore tedesco (Napoli, n. 1905 - Milano, † 1996)
- Robert Donat, attore britannico (Manchester, n. 1905 - Londra, † 1958)
- Friedrich Fehér, attore, regista e sceneggiatore austriaco (Vienna, n. 1889 - Stoccarda, † 1950)
- Friedrich Haase, attore e direttore teatrale tedesco (Berlino, n. 1827 - Berlino, † 1911)
- Friedrich Kayßler, attore tedesco (Nowa Ruda, n. 1874 - Kleinmachnow, † 1945)
- Friedrich Kühne, attore austriaco (Schnobolin, n. 1870 - Berlino, † 1958)
- Ulrich Mühe, attore tedesco (Grimma, n. 1953 - Walbeck, † 2007)
- Will Quadflieg, attore e regista tedesco (Oberhausen, n. 1914 - Osterholz-Scharmbeck, † 2003)
- Max Schreck, attore tedesco (Berlino-Friedenau, n. 1879 - Monaco di Baviera, † 1936)
- Friedrich von Ledebur, attore austriaco (Nisko, n. 1900 - Linz, † 1986)

## Attori teatrali(3)
- Friedrich Dahn, attore teatrale tedesco (Berlino, n. 1811 - Monaco di Baviera, † 1889)
- Friedrich Mitterwurzer, attore teatrale, regista e drammaturgo tedesco (Dresda, n. 1844 - Vienna, † 1897)
- Friedrich Ludwig Schröder, attore teatrale e drammaturgo tedesco (Schwerin, n. 1744 - Rellingen, † 1816)

## Aviatori(4)
- Friedrich Christiansen, aviatore e militare tedesco (Wyk auf Föhr, n. 1879 - Aukrug, † 1972)
- Friedrich Friedrichs, aviatore e militare tedesco (Spork, n. 1895 - Arcq, † 1918)
- Friedrich Hefty, aviatore austro-ungarico (Presburgo, n. 1894 - Detroit, † 1965)
- Friedrich Lang, aviatore austro-ungarico (n. 1894 - † 1937)

## Avvocati(1)
- Friedrich Johann Lorenz Meyer, avvocato tedesco (Amburgo, n. 1760 - † 1844)

## Biatleti(2)
- Fritz Fischer, ex biatleta tedesco (Kelheim, n. 1956)
- Friedrich Pinter, ex biatleta e fondista austriaco (Villaco, n. 1978)

## Bibliotecari(2)
- Friedrich Adolf Ebert, bibliotecario e bibliografo tedesco (Taucha, n. 1791 - Dresda, † 1834)
- Friedrich August Ukert, bibliotecario, geografo e umanista tedesco (Eutin, n. 1780 - Gotha, † 1851)

## Biologi(3)
- Friedrich Hustedt, biologo e docente tedesco (Brema, n. 1866 - † 1968)
- Fritz Müller, biologo tedesco (Erfurt, n. 1821 - Blumenau, † 1897)
- August Weismann, biologo e botanico tedesco (Francoforte sul Meno, n. 1834 - Friburgo in Brisgovia, † 1914)

## Bobbisti(3)
- Friedrich Kuhn, bobbista tedesco (Colonia, n. 1919 - Monaco di Baviera, † 2005)
- Fritz Schwarz, bobbista tedesco (Garmisch, n. 1899 - Garmisch-Partenkirchen, † 1961)
- Friedrich Waller, bobbista svizzero (n. 1920 - † 2004)

## Botanici(28)
- Friedrich Christoph Wilhelm Alefeld, botanico e medico tedesco (Gräfenhausen, n. 1820 - Ober-Ramstadt, † 1872)
- Friedrich von Berchtold, botanico ceco (Stráž nad Nežárkou, n. 1781 - Buchlovice, † 1876)
- Friedrich August Georg Bitter, botanico tedesco (Brema, n. 1873 - Brema, † 1927)
- Friedrich Alexander Buhse, botanico tedesco (Riga, n. 1821 - † 1898)
- Friedrich Bödeker, botanico tedesco (Oerlinghausen, n. 1867 - Colonia, † 1937)
- Friedrich Ludwig Emil Diels, botanico tedesco (Amburgo, n. 1874 - Berlino, † 1945)
- Friedrich Ernst Ludwig von Fischer, botanico russo (Halberstadt, n. 1782 - San Pietroburgo, † 1854)
- Friedrich Gottlieb Bartling, botanico tedesco (Hannover, n. 1798 - Hannover, † 1875)
- Friedrich Guimpel, botanico, incisore e illustratore tedesco (Berlino, n. 1774 - † 1839)
- Friedrich Gottlob Hayne, botanico e farmacista tedesco (Jüterbog, n. 1763 - Berlino, † 1832)
- Friedrich Richard Adelbart Johow, botanico e micologo tedesco (Chodzież, n. 1859 - Valparaíso, † 1933)
- Friedrich Heinrich von Kittlitz, botanico e zoologo tedesco (Breslavia, n. 1799 - Magonza, † 1874)
- Friedrich Wilhelm Ludwig Kraenzlin, botanico tedesco (n. 1847 - † 1934)
- Friedrich Adalbert Maximilian Kuhn, botanico tedesco (Berlino, n. 1842 - Berlino, † 1894)
- Friedrich August Körnicke, botanico tedesco (n. 1828 - † 1908)
- Friedrich Ernst Leibold, botanico tedesco (Kiel, n. 1804 - L'Avana, † 1864)
- Friedrich Leybold, botanico, farmacista e naturalista tedesco (n. 1827 - † 1879)
- Friedrich Markgraf, botanico tedesco (Friedenau, n. 1897 - Zurigo, † 1987)
- Friedrich Kasimir Medikus, botanico e fisico tedesco (Grambach, n. 1736 - Grambach, † 1808)
- Friedrich Karl Meyer, botanico tedesco (n. 1926 - † 2012)
- Friedrich Anton Wilhelm Miquel, botanico olandese (Neuenhaus, n. 1811 - Utrecht, † 1871)
- Friedrich Oltmanns, botanico tedesco (Oberndorf, n. 1860 - Distretto governativo di Friburgo, † 1945)
- Friedrich Ritter, botanico tedesco (n. 1898 - † 1989)
- Rudolf Schlechter, botanico tedesco (Berlino, n. 1872 - † 1925)
- Friedrich Karl Johann Vaupel, botanico tedesco (Bad Kreuznach, n. 1876 - Berlino, † 1927)
- Friedrich Welwitsch, botanico e esploratore austriaco (Maria Saal, n. 1806 - Londra, † 1872)
- Friedrich Heinrich Wiggers, botanico tedesco (Krempe, n. 1746 - Husum, † 1811)
- Friederich Wilhelm Zopf, botanico e micologo tedesco (Roßleben, n. 1846 - † 1909)

## Calciatori(14)
- Fritz Brandstetter, calciatore austriaco (n. 1891 - † 1926)
- Fritz Cejka, calciatore austriaco (Korneuburg, n. 1928 - Korneuburg, † 2020)
- Friedrich Donnenfeld, calciatore e allenatore di calcio austriaco (Vienna, n. 1912 - Utrecht, † 1976)
- Friedo Dörfel, calciatore tedesco (Amburgo, n. 1915 - † 1980)
- Friederich Franzl, calciatore austriaco (n. 1905 - † 1989)
- Fritz Gschweidl, calciatore austriaco (Vienna, n. 1901 - Vienna, † 1970)
- Friedrich Hirschl, calciatore austriaco (n. 1888)
- Fritz Jucker, calciatore francese (Lione, n. 1923 - † 2004)
- Fritz Kehl, ex calciatore svizzero (Bienne, n. 1937)
- Fritz Laband, calciatore tedesco (Hindenburg O.S., n. 1925 - Amburgo, † 1982)
- Friedrich Müller, calciatore tedesco (Monaco di Baviera, n. 1907 - † 1978)
- Friedrich Scherfke, calciatore polacco (Poznań, n. 1909 - Bad Soden am Taunus, † 1983)
- Fritz Walter, calciatore tedesco (Kaiserslautern, n. 1920 - Enkenbach-Alsenborn, † 2002)
- Friedrich Zwazl, calciatore austriaco (n. 1923 - † 1977)

## Canoisti(1)
- Fritz Landertinger, canoista austriaco (Krems an der Donau, n. 1914 - Šlissel'burg, † 1943)

## Cardinali(4)
- Friedrich von Fürstenberg, cardinale e arcivescovo cattolico austriaco (Vienna, n. 1813 - Hukvaldy, † 1892)
- Friedrich Gustav Piffl, cardinale e arcivescovo cattolico austriaco (Lanškroun, n. 1864 - Vienna, † 1932)
- Friedrich Johann Joseph Cölestin von Schwarzenberg, cardinale e arcivescovo cattolico austriaco (Vienna, n. 1809 - Vienna, † 1885)
- Friedrich Wetter, cardinale e arcivescovo cattolico tedesco (Landau in der Pfalz, n. 1928)

## Cavalieri(2)
- Friedrich Gerhard, cavaliere tedesco (n. 1884 - † 1950)
- Harry von Rochow, cavaliere tedesco (Schloß Reckahn, n. 1881 - Schloß Reckahn, † 1945)

## Cestisti(3)
- Friedrich Braun, cestista brasiliano (Rio de Janeiro, n. 1941 - Rio Claro, † 2025)
- Friedrich Mahlo, ex cestista e allenatore di pallacanestro tedesco (n. 1927)
- Friedrich Walz, cestista e allenatore di pallacanestro austriaco (Vienna, n. 1935 - † 2006)

## Chimici(16)
- Friedrich Accum, chimico tedesco (Bückeburg, n. 1769 - Berlino, † 1838)
- Friedrich Konrad Beilstein, chimico russo (San Pietroburgo, n. 1838 - San Pietroburgo, † 1906)
- Friedrich Bergius, chimico tedesco (Goldschmieden, n. 1884 - Buenos Aires, † 1949)
- Friedrich Gaedcke, chimico tedesco (Bonn, n. 1828 - Dömitz, † 1890)
- Friedrich August Kekulé von Stradonitz, chimico tedesco (Darmstadt, n. 1829 - Bonn, † 1896)
- Friedrich Krafft, chimico tedesco (Bonn, n. 1852 - Heidelberg, † 1923)
- Friedrich Wilhelm Küster, chimico tedesco (Falkenberg, n. 1861 - Francoforte sull'Oder, † 1917)
- Friedrich Mohs, chimico e mineralogista tedesco (Gernrode, n. 1773 - Agordo, † 1839)
- Friedrich Adolf Paneth, chimico austriaco (Vienna, n. 1887 - Magonza, † 1958)
- Friedrich Quincke, chimico tedesco (Berlino, n. 1865 - Hannover, † 1934)
- Friedrich Reinitzer, chimico e botanico austriaco (Praga, n. 1857 - Graz, † 1927)
- Friedrich Rochleder, chimico austriaco (Vienna, n. 1819 - Vienna, † 1874)
- Otto Schott, chimico e imprenditore tedesco (Witten, n. 1851 - Jena, † 1935)
- Friedrich Stromeyer, chimico tedesco (Gottinga, n. 1776 - † 1835)
- Friedrich Karl Johannes Thiele, chimico tedesco (Racibórz, n. 1865 - Strasburgo, † 1918)
- Friedrich Wöhler, chimico tedesco (Eschersheim, n. 1800 - Gottinga, † 1882)

## Chirurghi(1)
- Friedrich Trendelenburg, chirurgo tedesco (Berlino, n. 1844 - Nikolassee, † 1924)

## Ciclisti su strada(1)
- Fritz Schär, ciclista su strada, pistard e ciclocrossista svizzero (Kaltenbach, n. 1926 - Frauenfeld, † 1997)

## Compositori(15)
- Friedrich von Flotow, compositore tedesco (Sanitz, n. 1812 - Darmstadt, † 1883)
- Friedrich Theodor Fröhlich, compositore svizzero (Brugg, n. 1803 - Aar, † 1836)
- Friedrich Hollaender, compositore tedesco (Londra, n. 1896 - Monaco di Baviera, † 1976)
- Friedrich Wilhelm Jähns, compositore, scrittore e musicologo tedesco (Berlino, n. 1809 - Berlino, † 1888)
- Friedrich Kiel, compositore e docente tedesco (Bad Laasphe, n. 1821 - Berlino, † 1885)
- Friedrich Klose, compositore tedesco (Karlsruhe, n. 1862 - Muralto, † 1942)
- Friedrich Koch, compositore e violoncellista tedesco (Berlino, n. 1862 - Berlino, † 1927)
- Friedrich Kuhlau, compositore e pianista tedesco (Uelzen, n. 1786 - Copenaghen, † 1832)
- Friedrich Ludwig Æmilius Kunzen, compositore e direttore d'orchestra tedesco (Lübeck, n. 1761 - Copenaghen, † 1817)
- Friedrich Wilhelm Rust, compositore, pianista e violinista tedesco (Dessau, n. 1739 - Dessau, † 1796)
- Friedrich Ruthardt, compositore e oboista tedesco (Herrenberg, n. 1802 - Stoccarda, † 1862)
- Friedrich Schwindl, compositore olandese (Amsterdam, n. 1737 - Karlsruhe, † 1786)
- Friedrich Seitz, compositore, violinista e insegnante tedesco (Günthersleben, n. 1848 - Dessau, † 1918)
- Robert Volkmann, compositore tedesco (Lommatzsch, n. 1815 - Pest, † 1883)
- Friedrich Wilhelm Zachow, compositore tedesco (Lipsia, n. 1663 - Halle, † 1712)

## Compositori di scacchi(1)
- Friedrich Chlubna, compositore di scacchi austriaco (Mattighofen, n. 1946 - Vienna, † 2005)

## Criminali(2)
- Friedrich Leibacher, criminale svizzero (Zugo, n. 1944 - Zugo, † 2001)
- Wilhelm Voigt, criminale tedesco (Tilsit, n. 1849 - Lussemburgo, † 1922)

## Criminologi(1)
- Friedrich Lösel, criminologo tedesco (Neuendettelsau, n. 1945)

## Critici letterari(1)
- Friedrich Gundolf, critico letterario tedesco (Darmstadt, n. 1880 - Heidelberg, † 1931)

## Critici musicali(1)
- Friedrich Wilhelm Marpurg, critico musicale, compositore e teorico della musica tedesco (Seehof, n. 1718 - Berlino, † 1795)

## Crittografi(1)
- Friedrich Kasiski, crittografo, militare e archeologo tedesco (Schlochau, n. 1805 - Neustettin, † 1881)

## Designer(2)
- Friedrich Adler, designer e artista tedesco (Laupheim, n. 1878 - Auschwitz, † 1942)
- Friedrich Geiger, designer tedesco (Süßen, n. 1907 - Bad Überkingen, † 1996)

## Diplomatici(8)
- Friedrich Jacob Bast, diplomatico e grecista francese (Buschwiller, n. 1771 - Parigi, † 1811)
- Friedrich von Gerolt, diplomatico e nobile tedesco (Bonn, n. 1797 - Linz am Rhein, † 1879)
- Friedrich August von Holstein, diplomatico e politico tedesco (Schwedt, n. 1837 - Berlino, † 1909)
- Friedrich Fromhold Martens, diplomatico e giurista estone (Pärnu, n. 1845 - † 1909)
- Friedrich Pourtalès, diplomatico tedesco (Oberhofen am Thunersee, n. 1853 - Bad Nauheim, † 1928)
- Friedrich Revertera von Salandra, diplomatico, politico e nobile austriaco (Leopoli, n. 1827 - Bressanone, † 1904)
- Ludwig Senfft von Pilsach, diplomatico e politico tedesco (Oberschmon, n. 1774 - Innsbruck, † 1853)
- Friedrich Franz von Thun e Hohenstein, diplomatico e nobile austriaco (Tetschen, n. 1810 - Tetschen, † 1881)

## Direttori d'orchestra(1)
- Friedrich Ludwig Benda, direttore d'orchestra, compositore e violinista tedesco (Gotha, n. 1746 - Königsberg, † 1792)

## Ebraisti(1)
- Friedrich Adolf Philippi, ebraista e teologo tedesco (Berlino, n. 1809 - Rostock, † 1882)

## Economisti(5)
- Friedrich von Hayek, economista e sociologo austriaco (Vienna, n. 1899 - Friburgo in Brisgovia, † 1992)
- Friedrich List, economista e giornalista tedesco (Reutlingen, n. 1789 - Kufstein, † 1846)
- Friedrich Schneider, economista e docente austriaco (Costanza, n. 1949)
- Friedrich Gottlob Schulze, economista tedesco (Obergävernitz, n. 1795 - Jena, † 1860)
- Friedrich von Wieser, economista e sociologo austriaco (Vienna, n. 1851 - Salisburgo, † 1926)

## Editori(7)
- Friedrich Justin Bertuch, editore e scrittore tedesco (Weimar, n. 1747 - † 1822)
- Friedrich Arnold Brockhaus, editore tedesco (Dortmund, n. 1772 - Lipsia, † 1823)
- Ernst Dohm, editore, attore teatrale e traduttore tedesco (Breslavia, n. 1819 - Berlino, † 1883)
- Friedrich Wilhelm Schulz, editore, militare e politico tedesco (Darmstadt, n. 1797 - Höttingen, † 1860)
- August Schumann, editore, scrittore e lessicografo tedesco (Endschütz, n. 1773 - Zwickau, † 1826)
- Fritz Simrock, editore tedesco (Bonn, n. 1837 - Ouchy, † 1901)
- Friedrich Hermann Wölfert, editore e pioniere dell'aviazione tedesco (Riethnordhausen, n. 1850 - Berlino, † 1897)

## Editori musicali(1)
- Friedrich Wilhelm Arnold, editore musicale e compositore tedesco (Heilbronn, n. 1810 - Elberfeld, † 1864)

## Educatori(3)
- Adolph Diesterweg, educatore e politico tedesco (Siegen, n. 1790 - Berlino, † 1866)
- Friedrich Dittes, educatore e pedagogista austriaco (Lengenfeld, n. 1829 - Pressbaum, † 1896)
- Friedrich Polack, educatore e scrittore tedesco (Flarchheim, n. 1835 - † 1915)

## Egittologi(3)
- Friedrich Junge, egittologo tedesco (Duszniki-Zdrój, n. 1941)
- Friedrich Preisigke, egittologo tedesco (Dessau, n. 1856 - Heidelberg, † 1924)
- Friedrich Wilhelm von Bissing, egittologo tedesco (Potsdam, n. 1873 - Oberaudorf, † 1956)

## Entomologi(3)
- Friedrich Georg Hendel, entomologo austriaco (Vienna, n. 1874 - Baden, † 1936)
- Friedrich Otto Gustav Quedenfeldt, entomologo tedesco (Grudziądz, n. 1817 - Berlino, † 1891)
- Friedrich Julius Schilsky, entomologo tedesco (n. 1848 - † 1912)

## Esploratori(3)
- Ludwig Leichhardt, esploratore tedesco (Sabrodt, n. 1813 - † 1848)
- Gerhard Rohlfs, esploratore tedesco (Vegesack, n. 1831 - Bad Godesberg, † 1896)
- Friedrich Vierhapper, esploratore e botanico austriaco (Weidenau, n. 1876 - Vienna, † 1932)

## Etnografi(1)
- Otto Finsch, etnografo, naturalista e esploratore tedesco (Warmbrunn, n. 1839 - Braunschweig, † 1917)

## Etnologi(1)
- Friedrich Ratzel, etnologo e geografo tedesco (Karlsruhe, n. 1844 - Ammerland, † 1904)

## Farmacisti(3)
- Friedrich Traugott Kützing, farmacista e botanico tedesco (Kalbsrieth, n. 1807 - Nordhausen, † 1893)
- Friedrich Wilhelm Schultz, farmacista e botanico tedesco (Zweibrücken, n. 1804 - Wissembourg, † 1876)
- Friedrich Sertürner, farmacista tedesco (Paderborn, n. 1783 - Hameln, † 1841)

## Filologi(19)
- Friedrich Ludwig Abresch, filologo classico e grecista olandese (Homburg, n. 1699 - † 1782)
- Friedrich Adelung, filologo e linguista tedesco (Stettino, n. 1768 - San Pietroburgo, † 1843)
- Friedrich Blass, filologo classico e grecista tedesco (Osnabrück, n. 1843 - Halle, † 1907)
- Friedrich Christian Diez, filologo tedesco (Gießen, n. 1794 - Bonn, † 1876)
- Friedrich August Eckstein, filologo classico tedesco (Halle, n. 1810 - Lipsia, † 1885)
- Friedrich August Grotefend, filologo classico, latinista e grammatico tedesco (Ilfeld, n. 1798 - Gottinga, † 1836)
- Friedrich Kluge, filologo e lessicografo tedesco (Colonia, n. 1856 - Friburgo in Brisgovia, † 1926)
- Friedrich Karl Köpke, filologo e educatore tedesco (Medow, n. 1785 - Berlino, † 1865)
- Friedrich Leo, filologo classico e latinista tedesco (Regenwalde, n. 1851 - Gottinga, † 1914)
- Friedrich Ranke, filologo tedesco (Lubecca, n. 1882 - Basilea, † 1950)
- Friedrich Wolfgang Reiz, filologo classico e linguista tedesco (Windsheim, n. 1733 - Lipsia, † 1790)
- Friedrich Ernst Ruhkopf, filologo classico tedesco (Soßmar, n. 1760 - † 1821)
- Friedrich Wilhelm Schneidewin, filologo classico tedesco (Helmstedt, n. 1810 - Gottinga, † 1856)
- Friedrich Vogt, filologo e germanista tedesco (Greifswald, n. 1851 - Marburgo, † 1923)
- Friedrich Gottlieb Welcker, filologo classico e archeologo tedesco (Grünberg, n. 1784 - Bonn, † 1868)
- Friedrich Wieseler, filologo classico e archeologo tedesco (Celle, n. 1811 - Gottinga, † 1892)
- Friedrich August Wolf, filologo classico e grecista prussiano (Hainrode, n. 1759 - Marsiglia, † 1824)
- Friedrich Zarncke, filologo e germanista tedesco (Zahrensdorf, n. 1825 - Lipsia, † 1891)
- Friedrich Heinrich von der Hagen, filologo tedesco (Angermünde, n. 1780 - Berlino, † 1856)

## Filosofi(19)
- Friedrich Christian Baumeister, filosofo tedesco (Körner, n. 1709 - Görlitz, † 1785)
- Friedrich Samuel Bock, filosofo e teologo tedesco (Königsberg, n. 1716 - Königsberg, † 1785)
- Friedrich Wilhelm Carové, filosofo tedesco (Coblenza, n. 1789 - Heidelberg, † 1852)
- Friedrich August Carus, filosofo tedesco (Bautzen, n. 1770 - Lipsia, † 1807)
- Friedrich Dessauer, filosofo, fisico e giornalista tedesco (Aschaffenburg, n. 1881 - Francoforte sul Meno, † 1963)
- Friedrich Engels, filosofo, sociologo e economista tedesco (Barmen, n. 1820 - Londra, † 1895)
- Friedrich Groos, filosofo e psichiatra tedesco (Karlsruhe, n. 1768 - Eberbach, † 1852)
- Friedrich Heinrich Jacobi, filosofo tedesco (Düsseldorf, n. 1743 - Monaco di Baviera, † 1819)
- Friedrich Albert Lange, filosofo, sociologo e giornalista tedesco (Solingen, n. 1828 - Marburgo, † 1875)
- Max Müller, filosofo, filologo e storico delle religioni tedesco (Dessau, n. 1823 - Oxford, † 1900)
- Friedrich Immanuel Niethammer, filosofo, teologo e pedagogista tedesco (Beilstein, n. 1766 - Monaco di Baviera, † 1848)
- Friedrich Nietzsche, filosofo, filologo e scrittore tedesco (Röcken, n. 1844 - Weimar, † 1900)
- Friedrich Paulsen, filosofo e pedagogista tedesco (Langenhorn, n. 1846 - Berlino, † 1908)
- Friedrich Schelling, filosofo tedesco (Leonberg, n. 1775 - Bad Ragaz, † 1854)
- Friedrich Schleiermacher, filosofo e teologo tedesco (Breslavia, n. 1768 - Berlino, † 1834)
- Friedrich Eduard Schulz, filosofo e orientalista tedesco (Darmstadt, n. 1799 - Başkale, † 1829)
- Friedrich Adolf Trendelenburg, filosofo tedesco (Eutin, n. 1802 - Berlino, † 1872)
- Friedrich Theodor Vischer, filosofo e poeta tedesco (Ludwigsburg, n. 1807 - Gmunden, † 1887)
- Friedrich Waismann, filosofo austriaco (Vienna, n. 1896 - Oxford, † 1959)

## Fisici(7)
- Friedrich Ernst Dorn, fisico tedesco (Guttstadt, n. 1848 - Halle, † 1916)
- Friedrich Hasenöhrl, fisico austriaco (Vienna, n. 1874 - Folgaria, † 1915)
- Fritz Houtermans, fisico tedesco (Sopot, n. 1903 - Berna, † 1966)
- Friedrich Hund, fisico tedesco (Karlsruhe, n. 1896 - Gottinga, † 1997)
- Friedrich Kohlrausch, fisico tedesco (Rinteln, n. 1840 - Marburgo, † 1910)
- Friedrich Albrecht Anton Meyer, fisico e naturalista tedesco (n. 1768 - † 1795)
- Friedrich Carl Alwin Pockels, fisico italiano (Vicenza, n. 1865 - Heidelberg, † 1913)

## Fisiologi(1)
- Friedrich Goltz, fisiologo tedesco (Poznań, n. 1834 - Strasburgo, † 1902)

## Fondisti(1)
- Friedrich Moch, fondista tedesco (Memmingen, n. 2000)

## Funzionari(1)
- Friedrich Wilhelm Kritzinger, funzionario tedesco (Grünfier, n. 1890 - Norimberga, † 1947)

## Generali(45)
- Friedrich Altrichter, generale tedesco (Berlino, n. 1890 - Bedaik, † 1949)
- Friedrich von Beck-Rzikowsky, generale austro-ungarico (Friburgo in Brisgovia, n. 1830 - Vienna, † 1920)
- Friedrich Wilhelm von Berg, generale e politico lituano (Sangaste, n. 1793 - San Pietroburgo, † 1874)
- Friedrich Bertram Sixt von Armin, generale tedesco (Wetzlar, n. 1851 - Magdeburgo, † 1936)
- Friedrich Wilhelm von Brandenburg, generale e politico prussiano (Berlino, n. 1792 - Berlino, † 1850)
- Friedrich von Broich, generale tedesco (Strasburgo, n. 1896 - Berg, † 1974)
- Friedrich Wilhelm von Bülow, generale prussiano (Falkenberg, n. 1755 - Königsberg, † 1816)
- Friedrich Dollmann, generale tedesco (Würzburg, n. 1882 - Le Mans, † 1944)
- Friedrich Wilhelm von Dossow, generale prussiano (Soldin, n. 1669 - Gut Busekow, † 1758)
- Magnus von Eberhardt, generale tedesco (Berlino, n. 1855 - Berlino, † 1939)
- Karl von Eberstein, generale tedesco (Halle, n. 1894 - Tegernsee, † 1979)
- Friedrich Fromm, generale tedesco (Charlottenburg, n. 1888 - Brandeburgo sulla Havel, † 1945)
- Friedrich von Gagern, generale tedesco (Weilburg, n. 1794 - Kandern, † 1848)
- Friedrich von Georgi, generale austro-ungarico (Praga, n. 1852 - Vienna, † 1926)
- Friedrich Hochbaum, generale tedesco (Magdeburgo, n. 1894 - Ivanovo, † 1955)
- Friedrich Hoffmann, generale e politico tedesco (Ludwigsburg, n. 1795 - Karlsruhe, † 1879)
- Friedrich Hossbach, generale tedesco (Unna, n. 1894 - Gottinga, † 1980)
- Friedrich Jeckeln, generale e poliziotto tedesco (Hornberg, n. 1895 - Riga, † 1946)
- Friedrich Adolf von Kalckreuth, generale tedesco (Sotterhausen, n. 1737 - Berlino, † 1818)
- Friedrich Kirchner, generale tedesco (Zöbigker, n. 1885 - Fulda, † 1960)
- Friedrich von Kleist, generale prussiano (Berlino, n. 1762 - Berlino, † 1823)
- Friedrich Freiherr Kress von Kressenstein, generale tedesco (Norimberga, n. 1870 - Monaco di Baviera, † 1948)
- Friedrich Wilhelm Krüger, generale tedesco (Strasburgo, n. 1894 - Liepāja, † 1945)
- Friedrich Köchling, generale tedesco (Ahaus, n. 1893 - Coesfeld, † 1970)
- Friedrich von Lipp, generale tedesco (Stoccarda, n. 1806 - Stoccarda, † 1879)
- Fritz von Loßberg, generale tedesco (Bad Homburg vor der Höhe, n. 1868 - Lubecca, † 1942)
- Karl von Müffling, generale prussiano (Halle sul Saale, n. 1775 - Erfurt, † 1851)
- Friedrich August Joseph von Nauendorf, generale tedesco (Geilsdorf, n. 1749 - Troppau, † 1801)
- Friedrich Olbricht, generale tedesco (Leisnig, n. 1888 - Berlino, † 1944)
- Friedrich Paulus, generale tedesco (Guxhagen, n. 1890 - Dresda, † 1957)
- Wilhelm Rediess, generale tedesco (Heinsberg, n. 1900 - Oslo, † 1945)
- Friedrich Adolf Riedesel, generale tedesco (Lauterbach, n. 1738 - Braunschweig, † 1800)
- Friedrich von Schellwitz, generale tedesco (Brieg, n. 1893 - Wallgau, † 1978)
- Fritz von Scholz, generale austriaco (Plzeň, n. 1896 - Narva, † 1944)
- Friedrich von Schomberg, generale tedesco (Heidelberg, n. 1615 - Drogheda, † 1690)
- Friedrich Schulz, generale tedesco (Nietków, n. 1897 - Freudenstadt, † 1976)
- Friedrich von Scotti, generale tedesco (Offenbach am Main, n. 1889 - Karlsruhe, † 1969)
- Friedrich Wilhelm von Seydlitz, generale prussiano (Kalkar, n. 1721 - Ohlau, † 1773)
- Friedrich Stahl, generale tedesco (Darmstadt, n. 1889 - Darmstadt, † 1979)
- Friedrich Wilhelm von Steuben, generale prussiano (Magdeburgo, n. 1730 - Steubenville, † 1794)
- Friedrich Wiese, generale tedesco (Nordhastedt, n. 1892 - Gießen, † 1975)
- Friedrich Wimmer, generale, avvocato e archeologo austriaco (Salisburgo, n. 1897 - Ratisbona, † 1965)
- Friedrich von Wrangel, generale tedesco (Stettino, n. 1784 - Berlino, † 1877)
- Friedrich Wilhelm von Buxhoeveden, generale russo (Võlla, n. 1750 - Kullamaa, † 1811)
- Friedrich von Hotze, generale svizzero (Richterswil, n. 1739 - Schänis, † 1799)

## Geodeti(1)
- Friedrich Robert Helmert, geodeta tedesco (Freiberg, n. 1843 - Potsdam, † 1917)

## Geografi(1)
- Friedrich von Hellwald, geografo e storico austriaco (Padova, n. 1842 - Cannstatt, † 1892)

## Geologi(3)
- Friedrich Katzer, geologo e mineralogista austriaco (Rokycany, n. 1861 - Sarajevo, † 1925)
- Emanuel Kayser, geologo e paleontologo tedesco (Königsberg, n. 1845 - Berlino, † 1927)
- Friedrich August von Quenstedt, geologo e paleontologo tedesco (Eisleben, n. 1809 - Tubinga, † 1889)

## Gesuiti(1)
- Friedrich Spee, gesuita e scrittore tedesco (Kaiserswerth, n. 1591 - Treviri, † 1635)

## Ginecologi(4)
- Friedrich Krukenberg, ginecologo e oculista tedesco (Halle, n. 1871 - † 1946)
- Friedrich Ludwig Meissner, ginecologo e pediatra tedesco (Lipsia, n. 1796 - Dresda, † 1860)
- Friedrich Wilhelm Scanzoni von Lichtenfels, ginecologo tedesco (Praga, n. 1821 - Glonn, † 1891)
- Friedrich Schauta, ginecologo austriaco (Vienna, n. 1849 - Vienna, † 1919)

## Ginnasti(2)
- Fritz Danner, ginnasta tedesco (Mulhouse, n. 1877)
- Fritz Hofmann, ginnasta, velocista e altista tedesco (Berlino, n. 1871 - Berlino, † 1927)

## Giuristi(6)
- Friedrich Boßhammer, giurista, militare e criminale di guerra tedesco (Opladen, n. 1906 - † 1972)
- Friedrich Heinrich Geffcken, giurista tedesco (Amburgo, n. 1830 - Monaco di Baviera, † 1896)
- Friedrich Carl von Savigny, giurista, filosofo e politico tedesco (Francoforte sul Meno, n. 1779 - Berlino, † 1861)
- Friedrich Julius Stahl, giurista tedesco (Monaco di Baviera, n. 1802 - Bad Brückenau, † 1861)
- Friedrich Weißler, giurista tedesco (Königshütte, n. 1891 - Sachsenhausen, † 1937)
- Friedrich Wilhelm von Tigerström, giurista tedesco (Bassin, n. 1803 - † 1868)

## Hockeisti su ghiaccio(1)
- Fritz Kraatz, hockeista su ghiaccio e dirigente sportivo svizzero (Davos, n. 1906 - † 1992)

## Igienisti(1)
- Friedrich Erismann, igienista e oculista svizzero (Gontenschwil, n. 1842 - Zurigo, † 1915)

## Illustratori(1)
- Theodor Hosemann, illustratore, disegnatore e pittore tedesco (Brandeburgo sulla Havel, n. 1807 - Berlino, † 1875)

## Imprenditori(13)
- Friedrich Bayer, imprenditore tedesco (Barmen, n. 1825 - Würzburg, † 1880)
- Friedrich Engelhorn, imprenditore tedesco (Mannheim, n. 1821 - Mannheim, † 1902)
- Friedrich Flick, imprenditore e criminale di guerra tedesco (Ernsdorf, n. 1883 - Costanza, † 1972)
- Fritz Gajewski, imprenditore tedesco (Pillau, n. 1885 - Amburgo, † 1965)
- Friedrich Grillo, imprenditore tedesco (Essen, n. 1825 - Düsseldorf, † 1888)
- Friedrich Harkort, imprenditore e politico tedesco (Westerbauer, n. 1793 - Hombruch, † 1880)
- Friedrich Alfred Krupp, imprenditore tedesco (Essen, n. 1854 - Essen, † 1902)
- Friedrich Opel, imprenditore e ciclista su strada tedesco (Rüsselsheim am Main, n. 1875 - Vienna, † 1938)
- Friedrich Radszuweit, imprenditore, editore e scrittore tedesco (Königsberg, n. 1876 - Berlino, † 1932)
- Friedrich Roselius, imprenditore tedesco (Brema, n. 1876 - Berlino, † 1941)
- Friedrich Siemens, imprenditore tedesco (Menzendorf, n. 1826 - Dresda, † 1904)
- Fritz Thyssen, imprenditore tedesco (Mülheim an der Ruhr, n. 1873 - Buenos Aires, † 1951)
- Friedrich Emil Welti, imprenditore e mecenate svizzero (Arau, n. 1857 - Kehrsatz, † 1940)

## Incisori(1)
- Friedrich Brentel, incisore e pittore tedesco (Lauingen, n. 1580 - Strasburgo, † 1651)

## Ingegneri(3)
- Friedrich von Hefner-Alteneck, ingegnere tedesco (Aschaffenburg, n. 1845 - Biesdorf, † 1904)
- Friedrich Wilhelm Sander, ingegnere e imprenditore tedesco (Klodzko, n. 1885 - Berlino, † 1938)
- Friedrich von Martini, ingegnere e inventore svizzero (Herkulesbad, n. 1833 - Frauenfeld, † 1897)

## Inventori(4)
- Friedrich Eduard Hoffmann, inventore tedesco (Groninga, n. 1818 - Berlino, † 1900)
- Friedrich Gottlob Keller, inventore tedesco (Hainichen, n. 1816 - Krippen, † 1895)
- Friedrich Soennecken, inventore e imprenditore tedesco (Iserlohn, n. 1848 - Bonn, † 1919)
- Friedrich Vetterli, inventore svizzero (Wagenhausen, n. 1822 - Neuhausen am Rheinfall, † 1882)

## Islamisti(1)
- Friedrich Schwally, islamista tedesco (Butzbach, n. 1863 - Königsberg, † 1919)

## Latinisti(2)
- Friedrich Wilhelm Ritschl, latinista e filologo classico tedesco (Großvargula, n. 1806 - Lipsia, † 1876)
- Friedrich Vollmer, latinista e filologo classico tedesco (Wuppertal, n. 1867 - Farchant, † 1923)

## Linguisti(5)
- Friedrich Bechtel, linguista e filologo tedesco (Durlach, n. 1855 - Halle, † 1924)
- Wilhelm von Humboldt, linguista, diplomatico e filosofo tedesco (Potsdam, n. 1767 - Tegel, † 1835)
- Friedrich Müller, linguista, etnologo e bibliotecario austriaco (Jemnice, n. 1834 - Vienna, † 1898)
- Friedrich Schürr, linguista austriaco (Vienna, n. 1888 - Costanza, † 1980)
- Friedrich Techmer, linguista tedesco (Polanów, n. 1843 - Charlottenburg, † 1891)

## Litografi(1)
- Friedrich Hohe, litografo e pittore tedesco (Bayreuth, n. 1802 - Monaco di Baviera, † 1870)

## Matematici(11)
- Friedrich Wilhelm Bessel, matematico, astronomo e geodeta tedesco (Minden, n. 1784 - Königsberg, † 1846)
- Gottlob Frege, matematico, logico e filosofo tedesco (Wismar, n. 1848 - Bad Kleinen, † 1925)
- Friedrich Hartogs, matematico tedesco (Bruxelles, n. 1874 - Monaco di Baviera, † 1943)
- Friedrich Hirzebruch, matematico tedesco (Hamm, n. 1927 - Bonn, † 2012)
- Friedrich Wilhelm Levi, matematico tedesco (Mulhouse, n. 1888 - Friburgo in Brisgovia, † 1966)
- Friedrich Julius Richelot, matematico tedesco (Königsberg, n. 1808 - Königsberg, † 1875)
- Friedrich Risner, matematico e ottico tedesco (Bad Hersfeld, n. 1533 - Bad Hersfeld, † 1580)
- Friedrich Schottky, matematico tedesco (Breslavia, n. 1851 - Berlino, † 1935)
- Ernst Schröder, matematico tedesco (Mannheim, n. 1841 - Karlsruhe, † 1902)
- Friedrich Schur, matematico tedesco (Krotoszyn, n. 1856 - Breslavia, † 1932)
- Friedrich Otto Rudolf Sturm, matematico tedesco (Breslavia, n. 1841 - Breslavia, † 1919)

## Medici(16)
- Friedrich Arnold, medico, anatomista e fisiologo tedesco (Edenkoben, n. 1803 - Heidelberg, † 1890)
- Friedrich Bezold, medico tedesco (Rothenburg ob der Tauber, n. 1842 - † 1908)
- Friedrich Entress, medico tedesco (Posen, n. 1914 - Landsberg, † 1947)
- Friedrich Theodor von Frerichs, medico tedesco (Aurich, n. 1819 - Berlino, † 1885)
- Friedrich Franz Friedmann, medico tedesco (Berlino, n. 1876 - Monte Carlo, † 1953)
- Friedrich Joseph Haass, medico tedesco (Bad Munstereifel, n. 1780 - Mosca, † 1853)
- Friedrich Hoffmann, medico tedesco (Halle, n. 1660 - Halle, † 1742)
- Friedrich Albin Hoffmann, medico tedesco (Ruhrort, n. 1843 - Lipsia, † 1924)
- Friedrich Ludwig Kreysig, medico e cardiologo tedesco (Eilenburg, n. 1770 - Dresda, † 1839)
- Friedrich Heinrich Wilhelm Martini, medico e naturalista tedesco (n. 1729 - † 1778)
- Friedrich Martius, medico tedesco (Erxleben, n. 1850 - Rostock, † 1923)
- Friedrich Benjamin Osiander, medico tedesco (Zell unter Aichelberg, n. 1759 - Gottinga, † 1822)
- Friedrich Ruttner, medico e entomologo austriaco (Eger, n. 1914 - Lunz am See, † 1998)
- Friedrich Adolf Steinhausen, medico e fisiologo tedesco (n. 1858 - † 1910)
- Friedrich Weber, medico, botanico e entomologo tedesco (Kiel, n. 1781 - Kiel, † 1823)
- Friedrich Albert von Zenker, medico e patologo tedesco (Dresda, n. 1825 - Meclemburgo, † 1898)

## Mercanti(1)
- Friedrich Wilhelm Bösenberg, mercante e aracnologo tedesco (n. 1841 - Stoccarda, † 1903)

## Mezzofondisti(1)
- Friedrich Janke, ex mezzofondista tedesco (Skorodnica, n. 1931)

## Microbiologi(2)
- Friedrich Loeffler, microbiologo tedesco (Francoforte sull'Oder, n. 1852 - Berlino, † 1915)
- Friedrich Julius Rosenbach, microbiologo e medico tedesco (Emmerthal, n. 1842 - Gottinga, † 1923)

## Militari(19)
- Friedrich Altemeier, militare e aviatore tedesco (Niederbecksen, n. 1886 - Bad Oeynhausen, † 1968)
- Friedrich Anding, militare tedesco (Gottinga, n. 1915 - Radevormwald, † 1996)
- Friedrich Bonte, militare tedesco (Potsdam, n. 1896 - Narvik, † 1940)
- Adalbert von Bredow, ufficiale tedesco (Briesen, n. 1814 - † 1890)
- Friedrich Bronsart von Schellendorf, militare e politico tedesco (n. 1864 - † 1950)
- Friedrich Buchardt, militare tedesco (Riga, n. 1909 - Nußloch, † 1982)
- Siegfried Engel, militare e criminale tedesco (Warnau an der Havel, n. 1909 - Amburgo, † 2006)
- Friedrich Geisshardt, militare e aviatore tedesco (Sonnefeld, n. 1919 - Sint-Denijs-Westrem, † 1943)
- Friedrich Hartjenstein, militare tedesco (Peine, n. 1905 - Metz, † 1954)
- Fritz Hartnagel, militare e giurista tedesco (Ulma, n. 1917 - Stoccarda, † 2001)
- Friedrich Hensel, militare austriaco (Kronstadt, n. 1781 - Malborghetto, † 1809)
- Friedrich von Ilberg, militare tedesco (Krosno Odrzańskie, n. 1858 - Berlino, † 1916)
- Friedrich Panzinger, militare tedesco (Monaco di Baviera, n. 1903 - Monaco di Baviera, † 1959)
- Friedrich Wilhelm Ruppert, militare tedesco (Frankenthal, n. 1905 - Landsberg am Lech, † 1946)
- Wilhelm Rüstow, militare tedesco (Brandeburgo sulla Havel, n. 1821 - Aussersihl, † 1878)
- Fritz Weber, ufficiale e scrittore austriaco (Vienna, n. 1895 - Vienna, † 1972)
- Friedrich Wilhelm von Lindeiner-Wildau, militare tedesco (Kłodzko, n. 1880 - Francoforte sul Meno, † 1963)
- Friedrich Ritter von Röth, militare e aviatore tedesco (Norimberga, n. 1893 - Norimberga, † 1918)
- Max von Stephanitz, militare e allevatore tedesco (Dresda, n. 1864 - Dresda, † 1936)

## Mineralogisti(3)
- Friedrich Johann Karl Becke, mineralogista austriaco (Praga, n. 1855 - Vienna, † 1931)
- Friedrich Rinne, mineralogista e cristallografo tedesco (Osterode am Harz, n. 1863 - Friburgo in Brisgovia, † 1933)
- Friedrich Seifert, mineralogista tedesco (Dresda, n. 1941)

## Missionari(2)
- Friedrich Reiser, missionario tedesco (Daiting, n. 1402 - Strasburgo, † 1458)
- Gottlieb Viehe, missionario tedesco (n. 1839 - † 1901)

## Musicisti(2)
- Friedrich Ludwig Abel, musicista tedesco (Ludwigslust, n. 1794 - Savannah, † 1820)
- Friedrich Gernsheim, musicista e direttore d'orchestra tedesco (Worms, n. 1839 - Berlino, † 1916)

## Musicologi(2)
- Friedrich Chrysander, musicologo e editore musicale tedesco (Lübtheen, n. 1826 - Bergedorf, † 1901)
- Friedrich Ludwig, musicologo tedesco (Potsdam, n. 1872 - Gottinga, † 1930)

## Naturalisti(6)
- Friedrich Wilhelm Hemprich, naturalista e esploratore tedesco (Glatz, n. 1796 - Massaua, † 1825)
- Alexander von Humboldt, naturalista, esploratore e geografo tedesco (Berlino, n. 1769 - Berlino, † 1859)
- Friedrich Sigismund Leuckart, naturalista e zoologo tedesco (Helmstedt, n. 1794 - Friburgo in Brisgovia, † 1843)
- Friedrich Morton, naturalista, botanico e speleologo austriaco (Gorizia, n. 1890 - Hallstatt, † 1969)
- Friedrich Wilhelm Leopold Pfeil, naturalista tedesco (Rammelburg, n. 1783 - Jelenia Góra, † 1859)
- Friedrich von Wurmb, naturalista tedesco (Wolkramshausen, n. 1742 - Giacarta, † 1781)

## Neurologi(2)
- Friedrich Jolly, neurologo e psichiatra tedesco (Heidelberg, n. 1844 - Berlino, † 1904)
- Friedrich Schultze, neurologo tedesco (Rathenow, n. 1848 - Bonn, † 1934)

## Nobili(3)
- Friedrich Moritz von Burger, nobile austriaco (Wolfsberg, n. 1804 - Vienna, † 1873)
- Federico Luigi di Hohenlohe-Ingelfingen, nobile e generale prussiano (Ingelfingen, n. 1746 - Sławięcice, † 1818)
- Friedrich Heinrich von Seckendorff, nobile, feldmaresciallo e diplomatico tedesco (Königsberg, n. 1673 - Meuselwitz, † 1763)

## Numismatici(1)
- Friedrich Imhoof-Blumer, numismatico svizzero (Winterthur, n. 1838 - Winterthur, † 1920)

## Oculisti(3)
- Friedrich August von Ammon, oculista e chirurgo tedesco (Gottinga, n. 1799 - Dresda, † 1861)
- Alexander Pagenstecher, oculista tedesco (Wallau, n. 1828 - Wiesbaden, † 1879)
- Friedrich Philipp Ritterich, oculista tedesco (Lipsia, n. 1782 - Lipsia, † 1866)

## Organari(1)
- Friedrich Stellwagen, organaro tedesco (Halle, n. 1603 - Lubecca, † 1660)

## Orientalisti(2)
- Friedrich Delitzsch, orientalista e assiriologo tedesco (Erlangen, n. 1850 - Langenschwalbach, † 1922)
- Friedrich Rosen, orientalista, diplomatico e politico tedesco (Lipsia, n. 1856 - Pechino, † 1935)

## Ornitologi(1)
- Friedrich Bohndorff, ornitologo tedesco (Plau am See, n. 1848 - Locarno, † 1921)

## Orologiai(1)
- Friedrich von Knaus, orologiaio e inventore tedesco (Aldingen, n. 1724 - Vienna, † 1789)

## Paleontologi(1)
- Friedrich von Huene, paleontologo tedesco (Tubinga, n. 1875 - Tubinga, † 1969)

## Pallamanisti(1)
- Fritz Spengler, pallamanista tedesco (Mannheim, n. 1908 - Weiskirchen, † 2003)

## Partigiani(1)
- Friedrich Rehmer, partigiano tedesco (Berlino, n. 1921 - Berlino, † 1943)

## Pastori protestanti(1)
- Friedrich Wilhelm Gerber, pastore protestante tedesco (Poznań, n. 1932 - † 2014)

## Patologi(4)
- Friedrich August Benjamin Puchelt, patologo tedesco (Bornsdorf, n. 1784 - Heidelberg, † 1845)
- Friedrich Daniel von Recklinghausen, patologo tedesco (Gütersloh, n. 1833 - Strasburgo, † 1910)
- Friedrich Wegener, patologo tedesco (Varel, n. 1907 - Lubecca, † 1990)
- Friedrich Wilhelm Zahn, patologo tedesco (n. 1845 - † 1904)

## Pattinatori artistici su ghiaccio(1)
- Fritz Kachler, pattinatore artistico su ghiaccio austriaco (Vienna, n. 1888 - Vienna, † 1973)

## Pedagogisti(5)
- Friedrich Wilhelm Dörpfeld, pedagogista tedesco (Gellscheid, n. 1824 - Ronsdorf, † 1893)
- Friedrich Wilhelm Foerster, pedagogista e filosofo tedesco (n. 1869 - † 1966)
- Friedrich Fröbel, pedagogista e filosofo tedesco (Oberweißbach, n. 1782 - Marienthal, † 1852)
- Friedrich Ludwig Jahn, pedagogista e patriota tedesco (Lanz, n. 1778 - Freyburg, † 1852)
- Friedrich Thiersch, pedagogista e filologo tedesco (Kirchscheidungen, n. 1784 - Monaco di Baviera, † 1860)

## Pianisti(2)
- Friedrich Gulda, pianista e compositore austriaco (Vienna, n. 1930 - Weissenbach, † 2000)
- Friedrich Kalkbrenner, pianista e compositore tedesco (in viaggio tra Kassel e Berlino, n. 1785 - Enghien-les-Bains, † 1849)

## Piloti automobilistici(1)
- Fritz Riess, pilota automobilistico tedesco (Norimberga, n. 1922 - Samedan, † 1991)

## Piloti motociclistici(1)
- Fritz Hillebrand, pilota motociclistico tedesco (Weißbach bei Lofer, n. 1917 - Bilbao, † 1957)

## Pittori(17)
- Friedrich Achmann, pittore svizzero
- Friedrich von Amerling, pittore austriaco (Vienna, n. 1803 - † 1887)
- Friedrich August Brand, pittore austriaco (Vienna, n. 1735 - Vienna, † 1806)
- Friedrich Peter Drömmer, pittore e designer tedesco (Kiel, n. 1889 - Gräfelfing, † 1968)
- Friedrich Gauermann, pittore austriaco (Scheuchenstein, n. 1807 - Vienna, † 1862)
- Friedrich Wilhelm Kohl, pittore tedesco (Brema, n. 1811 - Norderney, † 1864)
- Friedrich Loos, pittore, incisore e litografo austriaco (Graz, n. 1797 - Kiel, † 1890)
- Otto Modersohn, pittore tedesco (Soest, n. 1865 - Rotenburg, † 1943)
- Friedrich Paul Nerly, pittore italiano (Venezia, n. 1842 - Lucerna, † 1919)
- Friedrich Pacher, pittore austriaco (Novacella - Brunico, † 1508)
- Friedrich Wilhelm Schadow, pittore tedesco (Berlino, n. 1788 - Düsseldorf, † 1862)
- Friedrich Ferdinand Schäfer, pittore statunitense (n. 1839 - † 1927)
- Friedrich Vordemberge, pittore tedesco (Osnabrück, n. 1897 - Colonia, † 1981)
- Friedrich Vordemberge-Gildewart, pittore tedesco (Osnabrück, n. 1899 - Ulma, † 1962)
- Friedrich Georg Weitsch, pittore tedesco (Braunschweig, n. 1758 - Berlino, † 1828)
- August von Kaulbach, pittore tedesco (Monaco di Baviera, n. 1850 - Ohlstadt, † 1920)
- Friedrich Nerly, pittore tedesco (Erfurt, n. 1807 - Venezia, † 1878)

## Poeti(12)
- Friedrich Wilhelm Gotter, poeta e drammaturgo tedesco (Gotha, n. 1746 - Gotha, † 1797)
- Friedrich von Hagedorn, poeta tedesco (Amburgo, n. 1708 - Amburgo, † 1754)
- Friedrich Julius Hammer, poeta e scrittore tedesco (Dresda, n. 1810 - Norimberga, † 1862)
- Friedrich von Hausen, poeta tedesco (Philomelium, † 1190)
- Friedrich Gottlieb Klopstock, poeta e drammaturgo tedesco (Quedlinburg, n. 1724 - Amburgo, † 1803)
- Friedrich von Matthisson, poeta tedesco (Hohendodeleben, n. 1761 - Wörlitz, † 1831)
- Friedrich Müller, poeta, drammaturgo e pittore tedesco (Kreuznach, n. 1749 - Roma, † 1825)
- Friedrich Rückert, poeta tedesco (Schweinfurt, n. 1788 - Neuses, † 1866)
- Friedrich von Sonnenburg, poeta tedesco
- Friedrich Wilhelm Weber, poeta e politico tedesco (Alhausen, n. 1813 - Nieheim, † 1894)
- Zacharias Werner, poeta, drammaturgo e predicatore tedesco (Königsberg, n. 1768 - Vienna, † 1823)
- Friedrich von Logau, poeta tedesco (n. 1605 - Legnica, † 1655)

## Politici(30)
- Friedrich Adler, politico austriaco (Vienna, n. 1879 - Zurigo, † 1960)
- Friedrich Akel, politico, fisico e diplomatico estone (Halliste, n. 1871 - Tallinn, † 1941)
- Friedrich Daniel Bassermann, politico tedesco (Mannheim, n. 1811 - Mannheim, † 1855)
- Erwin Baum, politico tedesco (Rauschwitz, n. 1868 - Rauschwitz, † 1950)
- Friedrich Ferdinand von Beust, politico austriaco (Dresda, n. 1809 - Sankt Andrä-Wördern, † 1886)
- Friedrich Bohl, politico tedesco (Gottinga, n. 1945)
- Friedrich Dickel, politico e generale tedesco (Wuppertal, n. 1913 - Berlino, † 1993)
- Friedrich Ebert, politico tedesco (Brema, n. 1894 - Berlino Est, † 1979)
- Friedrich Ebert, politico tedesco (Heidelberg, n. 1871 - Berlino, † 1925)
- Friedrich Christian Seifert von Edelsheim, politico, scrittore e poeta tedesco (Hanau, n. 1669 - Hanau, † 1721)
- Friedrich Frey-Herosé, politico e ufficiale svizzero (Lindau, n. 1801 - Berna, † 1873)
- Friedrich Fueter, politico svizzero (Berna, n. 1802 - Marin-Epagnier, † 1858)
- Friedrich von Gentz, politico e diplomatico prussiano (Breslavia, n. 1764 - Vienna, † 1832)
- Friedrich Wilhelm von Haugwitz, politico austriaco (Chróstnik, n. 1702 - Knöritz, † 1765)
- Friedrich Naumann, politico tedesco (Störmthal, n. 1860 - Travemünde, † 1919)
- Wilhelm Pieck, politico tedesco (Guben, n. 1876 - Berlino Est, † 1960)
- Friedrich Wilhelm Raiffeisen, politico tedesco (Hamm, n. 1818 - Heddesdorf, † 1888)
- Friedrich Rainer, politico austriaco (Sankt Veit an der Glan, n. 1903 - Lubiana, † 1947)
- Friedrich Wilhelm von Raison, politico e educatore tedesco (Coburgo, n. 1726 - Mitau, † 1791)
- Friedrich Wilhelm Schnitzler, politico tedesco (Ohnastetten, n. 1928 - Ohnastetten, † 2011)
- Friedrich Lothar von Stadion, politico, diplomatico e religioso tedesco (n. 1761 - Trhanov, † 1811)
- Friedrich Tessmann, politico, giurista e storico italiano (Appiano sulla Strada del Vino, n. 1894 - Bolzano, † 1958)
- Friedrich Traugott Wahlen, politico svizzero (Mirchel, n. 1899 - Berna, † 1985)
- Friedrich Uebelhoer, politico e militare tedesco (Rothenburg ob der Tauber, n. 1893 - † 1950)
- Fritz Weitzel, politico e generale tedesco (Francoforte sul Meno, n. 1904 - Düsseldorf, † 1940)
- Friedrich Wilhelm von Grumbkow, politico e militare prussiano (Berlino, n. 1678 - Berlino, † 1739)
- Friedrich von Lindequist, politico tedesco (Sagard, n. 1862 - Eberswalde, † 1945)
- Friedrich Karl von Moser, politico tedesco (Stoccarda, n. 1723 - Ludwigsburg, † 1798)
- Friedrich von Payer, politico e avvocato tedesco (Tubinga, n. 1847 - Stoccarda, † 1931)
- Friedrich von Toggenburg, politico austriaco (Bolzano, n. 1866 - Bolzano, † 1956)

## Presbiteri(3)
- Friedrich Christian Feustking, presbitero, scrittore e librettista tedesco (n. 1678 - † 1739)
- Friedrich Ludger Kleinheidt, presbitero tedesco (Heisingen, n. 1830 - Colonia, † 1893)
- Friedrich von Waldburg-Wolfegg-Waldsee, presbitero e nobile tedesco (Zeil, n. 1861 - Widnes, † 1895)

## Principi(2)
- Friedrich Karl zu Löwenstein-Wertheim-Freudenberg, principe e politico tedesco (Wertheim, n. 1743 - Kreuzwertheim, † 1825)
- Friedrich von Waldburg-Wolfegg-Waldsee, principe e politico tedesco (Waldsee, n. 1808 - Wolfegg, † 1871)

## Psichiatri(1)
- Friedrich Erlenmeyer, psichiatra tedesco (Bendorf, n. 1849 - Bendorf, † 1926)

## Psicologi(1)
- Friedrich Eduard Beneke, psicologo e filosofo tedesco (Berlino, n. 1798 - † 1854)

## Rapper(1)
- Prinz Pi, rapper tedesco (Berlino, n. 1979)

## Registi(2)
- Friedrich Jürgenson, regista svedese (Odessa, n. 1903 - Stoccolma, † 1987)
- Friedrich Wilhelm Murnau, regista e sceneggiatore tedesco (Bielefeld, n. 1888 - Santa Barbara, † 1931)

## Rivoluzionari(3)
- Friedrich Karl Franz Hecker, rivoluzionario tedesco (Eichtersheim, n. 1811 - Saint Louis, † 1881)
- Fritz Heckert, rivoluzionario e politico tedesco (Chemnitz, n. 1884 - Mosca, † 1936)
- Friedrich Adolph Sorge, rivoluzionario tedesco (Bethau, n. 1828 - Hoboken, † 1906)

## Scacchisti(4)
- Friedrich Amelung, scacchista e compositore di scacchi estone (Dorpat, n. 1842 - Riga, † 1909)
- Friedrich Baumbach, scacchista tedesco (Weimar, n. 1935 - Berlino, † 2025)
- Friedrich Köhnlein, scacchista e compositore di scacchi tedesco (Norimberga, n. 1879 - Dipart. della Somme, † 1916)
- Friedrich Sämisch, scacchista tedesco (Charlottenburg, n. 1896 - Berlino, † 1975)

## Schermidori(2)
- Friedrich Golling, schermidore austriaco (n. 1883 - † 1974)
- Friedrich Wessel, ex schermidore tedesco (Bonn, n. 1945)

## Sciatori alpini(1)
- Friedrich Mayer, ex sciatore alpino austriaco (n. 1956)

## Scienziati(1)
- Friedrich Boie, scienziato tedesco (Meldorf, n. 1789 - Kiel, † 1870)

## Scrittori(23)
- Friedrich Ani, scrittore tedesco (Kochel, n. 1959)
- Friedrich von Bodenstedt, scrittore tedesco (Peine, n. 1819 - Wiesbaden, † 1892)
- Friedrich Christian Delius, scrittore e poeta tedesco (Roma, n. 1943 - Berlino, † 2022)
- Friedrich Dürrenmatt, scrittore, drammaturgo e pittore svizzero (Stalden im Emmental, n. 1921 - Neuchâtel, † 1990)
- Friedrich Robert Faehlmann, scrittore, medico e filologo estone (Estonia, n. 1798 - Tartu, † 1850)
- Friedrich Clemens Gerke, scrittore, giornalista e musicista tedesco (Osnabrück, n. 1801 - Amburgo, † 1888)
- Friedrich Glauser, scrittore svizzero (Vienna, n. 1896 - Genova, † 1938)
- Friedrich Melchior von Grimm, scrittore tedesco (Ratisbona, n. 1723 - Gotha, † 1807)
- Friedrich Wilhelm Hackländer, scrittore tedesco (Burtscheid, n. 1816 - Leoni, † 1877)
- Friedrich Halm, scrittore e bibliotecario austriaco (Cracovia, n. 1806 - Vienna, † 1871)
- Friedrich Maximilian Hessemer, scrittore e architetto tedesco (Darmstadt, n. 1800 - Francoforte sul Meno, † 1860)
- Friedrich Hielscher, scrittore e filosofo tedesco (Plauen, n. 1902 - Furtwangen, † 1990)
- Friedrich Huch, scrittore tedesco (Braunschweig, n. 1873 - Monaco di Baviera, † 1913)
- Friedrich Georg Jünger, scrittore tedesco (Hannover, n. 1898 - Überlingen, † 1977)
- Friedrich Maximilian Klinger, scrittore e drammaturgo tedesco (Francoforte sul Meno, n. 1752 - Tartu, † 1831)
- Friedrich Reinhold Kreutzwald, scrittore estone (Jõepere, n. 1803 - Tartu, † 1882)
- Friedrich de la Motte Fouqué, scrittore tedesco (Brandeburgo sulla Havel, n. 1777 - Berlino, † 1843)
- Friedrich Reck-Malleczewen, scrittore tedesco (Ełk, n. 1884 - Dachau, † 1945)
- Wilhem Friedrich Riese, scrittore e drammaturgo tedesco (Berlino, n. 1807 - Napoli, † 1879)
- Friedrich Laun, romanziere tedesco (Dresda, n. 1770 - Dresda, † 1849)
- Friedrich Spielhagen, scrittore tedesco (Magdeburgo, n. 1829 - Berlino, † 1911)
- Friedrich Torberg, scrittore e traduttore austriaco (Vienna, n. 1908 - Vienna, † 1979)
- Friedrich Wolf, scrittore, drammaturgo e diplomatico tedesco (Neuwied, n. 1888 - Lehnitz, † 1953)

## Scultori(1)
- Friedrich Christian Glume, scultore tedesco (Berlino, n. 1714 - Berlino, † 1752)

## Sociologi(2)
- Friedrich Pollock, sociologo e filosofo tedesco (Friburgo in Brisgovia, n. 1894 - Montagnola, † 1970)
- Friedrich Tenbruck, sociologo tedesco (Essen, n. 1919 - Tubinga, † 1994)

## Sollevatori(1)
- Fritz Hünenberger, sollevatore svizzero (n. 1897 - † 1976)

## Storici(20)
- Friedrich Baethgen, storico tedesco (Greifswald, n. 1890 - Monaco di Baviera, † 1972)
- Friedrich Christoph Dahlmann, storico tedesco (Wismar, n. 1785 - Bonn, † 1860)
- Friedrich Dieterici, storico e orientalista tedesco (Berlino, n. 1821 - Berlino, † 1903)
- Friedrich Engel-Jànosi, storico austriaco (Oberdöbling, n. 1893 - Vienna, † 1978)
- Friedrich Georg Friedmann, storico tedesco (Augusta, n. 1912 - Friedberg, † 2008)
- Wilhelm von Giesebrecht, storico tedesco (Berlino, n. 1814 - Monaco di Baviera, † 1889)
- Friedrich Christian August Hasse, storico tedesco (Falkenberg/Elster, n. 1773 - Lipsia, † 1848)
- Friedrich Hultsch, storico, filologo classico e matematico tedesco (Dresda, n. 1833 - Dresda, † 1906)
- Friedrich Keutgen, storico tedesco (Brema, n. 1861 - † 1936)
- Friedrich Karl Hermann Kruse, storico tedesco (Oldenburg, n. 1790 - Lipsia, † 1866)
- Friedrich Lorentz, storico e linguista tedesco (Güstrow, n. 1870 - Sopot, † 1937)
- Friedrich Majer, storico e orientalista tedesco (Schleiz, n. 1772 - Gera, † 1818)
- Friedrich Meinecke, storico tedesco (Salzwedel, n. 1862 - Dahlem, † 1954)
- Friedrich Ludwig Georg von Raumer, storico, giurista e politico tedesco (Wörlitz, n. 1781 - Berlino, † 1873)
- Friedrich Rühs, storico tedesco (Greifswald, n. 1781 - Firenze, † 1820)
- Wilhelm Schubart, storico e papirologo tedesco (Legnica, n. 1873 - Halle, † 1960)
- Hermann Wasserschleben, storico e giurista tedesco (Legnica, n. 1812 - Gießen, † 1893)
- Friedrich Wilken, storico e bibliotecario tedesco (Ratzeburg, n. 1777 - Berlino, † 1840)
- Friedrich Zipfel, storico e scrittore tedesco (Frohburg, n. 1920 - Berlino, † 1978)
- Friedrich Georg von Bunge, storico tedesco (Kiev, n. 1802 - Wiesbaden, † 1897)

## Storici della filosofia(1)
- Friedrich Ueberweg, storico della filosofia tedesco (Leichlingen, n. 1826 - Königsberg, † 1871)

## Storici della letteratura(1)
- Friedrich Wilhelm Riemer, storico della letteratura e bibliotecario tedesco (Kłodzko, n. 1774 - Weimar, † 1845)

## Storici delle religioni(1)
- Friedrich Heiler, storico delle religioni, teologo e vescovo luterano tedesco (Monaco di Baviera, n. 1892 - Monaco di Baviera, † 1967)

## Tennisti(1)
- Fritz Traun, tennista, velocista e mezzofondista tedesco (Wandsbek, n. 1876 - Wandsbek, † 1908)

## Teologi(18)
- Federico Fliedner, teologo tedesco (Düsseldorf, n. 1845 - Madrid, † 1901)
- Friedrich Gedike, teologo e pedagogista tedesco (Boberow, n. 1754 - Berlino, † 1803)
- Friedrich Gogarten, teologo tedesco (Dortmund, n. 1887 - Gottinga, † 1967)
- Friedrich von Hügel, teologo e scrittore austriaco (Firenze, n. 1852 - Londra, † 1925)
- Friedrich Wilhelm Krummacher, teologo tedesco (Moers, n. 1796 - Potsdam, † 1868)
- Friedrich Adolf Krummacher, teologo tedesco (Tecklenburg, n. 1767 - Brema, † 1845)
- Friedrich Loofs, teologo tedesco (Hildesheim, n. 1858 - Halle, † 1928)
- Friedrich Myconius, teologo tedesco (Lichtenfels, n. 1490 - † 1546)
- Friedrich Christoph Oetinger, teologo e teosofo tedesco (Göppingen, n. 1702 - Murrhardt, † 1782)
- Friedrich Rittelmeyer, teologo tedesco (Dillingen an der Donau, n. 1872 - Amburgo, † 1938)
- Friedrich Wilhelm Ehrenfried Rost, teologo e filologo classico tedesco (Bautzen, n. 1768 - Lipsia, † 1835)
- Friedrich Spanheim il Giovane, teologo olandese (Ginevra, n. 1632 - Leida, † 1701)
- Friedrich Spitta, teologo tedesco (Wittingen, n. 1852 - Gottinga, † 1924)
- Friedrich Staphylus, teologo tedesco (Osnabrück, n. 1512 - Ingolstadt, † 1564)
- Friedrich Gottlieb Süskind, teologo tedesco (Neuenstadt am Kocher, n. 1767 - Stoccarda, † 1829)
- Friedrich Wilhelm Carl Umbreit, teologo tedesco (Sonneborn, n. 1795 - Heidelberg, † 1860)
- Friedrich Salomon Vögelin, teologo e politico svizzero (Zurigo, n. 1837 - Zurigo, † 1888)
- Friedrich von Gerok, teologo tedesco (Weilheim in Oberbayern, n. 1786 - Stoccarda, † 1865)

## Tiratori a segno(1)
- Friedrich Lüthi, tiratore a segno svizzero (n. 1850 - Ginevra, † 1913)

## Velocisti(2)
- Friedrich Hendrix, velocista tedesco (Aquisgrana, n. 1911 - Proletarsk, † 1941)
- Friedrich von Stülpnagel, velocista tedesco (Berlino, n. 1913 - Monaco di Baviera, † 1996)

## Vescovi(1)
- Otto Dibelius, vescovo tedesco (Berlino, n. 1880 - Berlino Ovest, † 1967)

## Vescovi cattolici(5)
- Friedrich Nausea, vescovo cattolico tedesco (Waischenfeld, n. 1496 - Trento, † 1552)
- Friedrich Kaiser Depel, vescovo cattolico tedesco (Dülmen, n. 1903 - Lima, † 1993)
- Friedrich Christian von Plettenberg, vescovo cattolico tedesco (Schloss Lenhausen, n. 1644 - Greven, † 1706)
- Friedrich Karl von Schönborn-Buchheim, vescovo cattolico tedesco (Magonza, n. 1674 - Bamberga, † 1746)
- Friedrich von Montalban, vescovo cattolico tedesco (Silandro - Längenfeld, † 1282)

## Violinisti(1)
- Friedrich Ludwig Aemilius Abel, violinista tedesco (Ludwigslust, n. 1770 - Ludwigslust, † 1842)

## Violoncellisti(2)
- Friedrich Grützmacher, violoncellista tedesco (Dessau, n. 1832 - Dresda, † 1903)
- Friedrich August Kummer, violoncellista, compositore e docente tedesco (Meiningen, n. 1797 - Dresda, † 1879)

## Zoologi(6)
- Friedrich Blochmann, zoologo e microbiologo tedesco (Karlsruhe, n. 1858 - Tubinga, † 1931)
- Friedrich Brüggemann, zoologo e entomologo tedesco (Brema, n. 1850 - Londra, † 1878)
- Friedrich Knauer, zoologo austriaco (Graz, n. 1850 - Vienna, † 1926)
- Friedrich Siebenrock, zoologo austriaco (Schörfling am Attersee, n. 1853 - Schörfling am Attersee, † 1925)
- Friedrich Siegmund Voigt, zoologo e botanico tedesco (Gotha, n. 1781 - Jena, † 1850)
- Friedrich Zschokke, zoologo svizzero (Aarau, n. 1860 - Basilea, † 1936)

## Senza attività specificata(6)
- Friedrich Hirth, sinologo tedesco (Tonna, n. 1845 - Monaco di Baviera, † 1927)
- Friedrich Kettler, duca (Mitau, n. 1569 - Mitau, † 1642)
- Friedrich Karl zu Schwarzenberg, austriaco (Vienna, n. 1800 - Vienna, † 1870)
- Friedrich Staps, tedesco (Naumburg, n. 1792 - Vienna, † 1809)
- Friedrich von Wallenrode (Grunwald, † 1410)
- Friedrich von Spiegel, iranista tedesco (Kitzingen, n. 1820 - Monaco di Baviera, † 1881)